# عملية السلطة الفلسطينية في جنين في ديسمبر 2024
```
في 5 ديسمبر 2024، بدأت 
قوات الأمن الوطني
 التابعة 
للسلطة الفلسطينية
 عملية واسعة النطاق في 
مدينة جنين
 
بالضفة الغربية
 ضد ألوية جنين، وهي ميليشيا فلسطينية محلية مُقاوِمة.
[
4
]
[
5
]
 أطلقت السلطة الفلسطينية على العملية اسم "
عملية حماية الوطن
"
[
6
]
 وتقول إنها أطلقت من أجل "استئصال الفتنة والفوضى" في 
الضفة الغربية
،
[
7
]
 وتصور المسلحين على أنهم "عملاء" لعدم الاستقرار ومتعاونون مع اليمين المتطرف الإسرائيلي، الذي سعى إلى إضعاف 
السلطة الفلسطينية
.
[
8
]
 والجدير بالذكر أن هذه العملية تمثل المرة الأولى منذ عدة سنوات التي تدخل فيها 
قوات الأمن التابعة للسلطة الفلسطينية
 إلى 
مخيم جنين
 للاجئين.
[
9
]
[
9
]
 الذي يخضع لسيطرة المسلحين بحكم الأمر الواقع.
[
4
]
[
10
]
[
11
]
[
12
]
```

## خلفية
منذ عام 2022، كان هناك صراع مسلح مستمر بين السلطة الفلسطينية والميليشيات المحلية المناهضة لإسرائيل، والذي تصاعد خلال الحرب المستمرة بين إسرائيل وحماس. وكثيراً ما وُصفت السلطة الفلسطينية، التي تحكم بشكل مستقل الجيوب الفلسطينية في الضفة الغربية المحتلة من قبل إسرائيل، بأنها شريكة لإسرائيل ومتواطئة في الاحتلال.
كما تسعى السلطة الفلسطينية، التي يُنظر إليها على نطاق واسع على أنها غير فعالة، إلى تعزيز مصداقيتها كإدارة قادرة على الحكم القوي وقمع "المتشددين". وقد حفزت أهداف مماثلة السلطة الفلسطينية خلال عمليتها السابقة في طوباس في أكتوبر/تشرين الأول 2024.
كانت جنين تاريخيًا بؤرة للصراع بين المسلحين الفلسطينيين وإسرائيل، وكان مخيم اللاجئين في المدينة معقلًا للمسلحين بشكل خاص. تشكلت كتيبة جنين في المدينة عام 2021 وانخرطت في مواجهات مع كل من إسرائيل والسلطة الفلسطينية. تعمل الكتائب شبه المستقلة في وقت واحد تحت ثلاثة فصائل مسلحة: الجهاد الإسلامي الفلسطيني، وكتائب شهداء الأقصى، وحماس.

## التأثير الإنساني
وقد أدت هذه العملية إلى حصار مخيم جنين للاجئين، مع عدم القدرة على الدخول إليه أو الخروج منه، وانقطاع الكهرباء والمياه، وعدم قدرة سيارات الإسعاف على الدخول أو الخروج. كما حولت قوات السلطة الفلسطينية العديد من المنازل إلى مواقع عسكرية، مما أدى إلى تهجير سكانها بالقوة.

## ردود الفعل
- صرحت حركة الجهاد الإسلامي أن أجهزة أمن السلطة الفلسطينية "تريد جر الضفة إلى الفتنة والاقتتال".[18]
- كشفت "الجزيرة" أن الولايات المتحدة شجعت إسرائيل على إمداد السلطة الفلسطينية بمساعدات عسكرية عاجلة على خلفية العملية الأمنية.[19]
- صرحت حركة حماس أن ملاحقة المقاومين في مخيم جنين، هي جريمة وطنية مكتملة الأركان.[20] ودعت إلى "تعزيز الحالة الوطنية لا تصفية القادة الميدانيين".[21]
- دعا النائب حسن خريشة السلطة إلى وقف عمليتها في جنين، والاستماع إلى صوت الشعب الفلسطيني المؤيد للمقاومة.[20]